# فؤاد حجازی (بازیکن فوتبال)
فؤاد حجازی (عربی: فؤاد موسى حجازي؛ زادهٔ ۲۷ ژوئن ۱۹۷۳) بازیکن سابق و مربی فوتبال اهل لبنان است.
از باشگاه‌هایی که در آن بازی کرده‌است می‌توان به باشگاه ورزشی الطلبه اشاره کرد.
وی همچنین در تیم‌های ملی فوتبال زیر ۲۳ سال لبنان و لبنان بازی کرده‌است.